# Estación de autobuses de Granada
La estación de autobuses de Granada es un edificio funcional situado en el Distrito Norte de esta ciudad española. Se encuentra a 3 km del centro de la ciudad, y a 2 km de la estación de ferrocarril de Granada. Es la principal estación de autobuses de la provincia y acoge toda las líneas de medio y largo recorrido de la ciudad.

## Historia
La estación de autobuses se encontraba originalmente en el Camino de Ronda, en una posición mucho más céntrica. En los años 90 la estación fue trasladada a una nueva zona de expansión situada en el Distrito Norte, donde existían en la época muy pocas construcciones. El proyecto, realizado por el arquitecto Francisco Torres Martínez, fue finalizado en junio de 1993, y las obras comenzaron en enero de 1994. La inauguración se produjo en mayo de 1995, estando así la estación disponible para el Campeonato Mundial de Esquí Alpino de 1996.
El solar dejado por la estación anterior fue urbanizado con un parque, un edificio de viviendas e instalaciones deportivas privadas. La estación allí situada tenía forma de hangar, soportado por cuatro arcos de hormigón de estilo racionalista que tenían el mismo ancho que todo el edificio. La singularidad y el tamaño de los arcos hizo que se obligara a su conservación por parte de la Delegación de Cultura de la Junta de Andalucía. Tras la demolición del hangar de la estación y la intervención de conservación necesaria, los arcos fueron trasladados dentro del mismo solar e integrados en el interior de la cubierta de las nuevas instalaciones deportivas, diseñadas por Rafael de La-Hoz.

## Situación
La nueva localización está mucho más alejada del centro que la anterior, pero se encuentra conectada mediante anchas avenidas y muy cerca de la Circunvalación de Granada, permitiendo la salida rápida de los autobuses sin que sea penalizada por el caótico tráfico de la ciudad. Además, dispone de una rápida comunicación con el resto de la ciudad mediante autobuses urbanos, con un tiempo de trayecto de unos 15 minutos hasta el centro, y el acceso en vehículo particular es bueno desde toda la ciudad. Algunas líneas metropolitanas, gestionadas por el Consorcio de Transporte Metropolitano del Área de Granada, tienen parada en el exterior de la estación, aunque no la utilizan como cabecera sino que finalizan en varios intercambiadores repartidos por la ciudad.
En la actualidad la configuración urbana de la zona ha evolucionado mucho, de modo que la estación se encuentra el centro de un barrio de nueva creación. Dispone de una parada del Metropolitano de Granada, cuya construcción ha permitido la remodelación de la plaza exterior por la que se accede a la estación.

## La estación

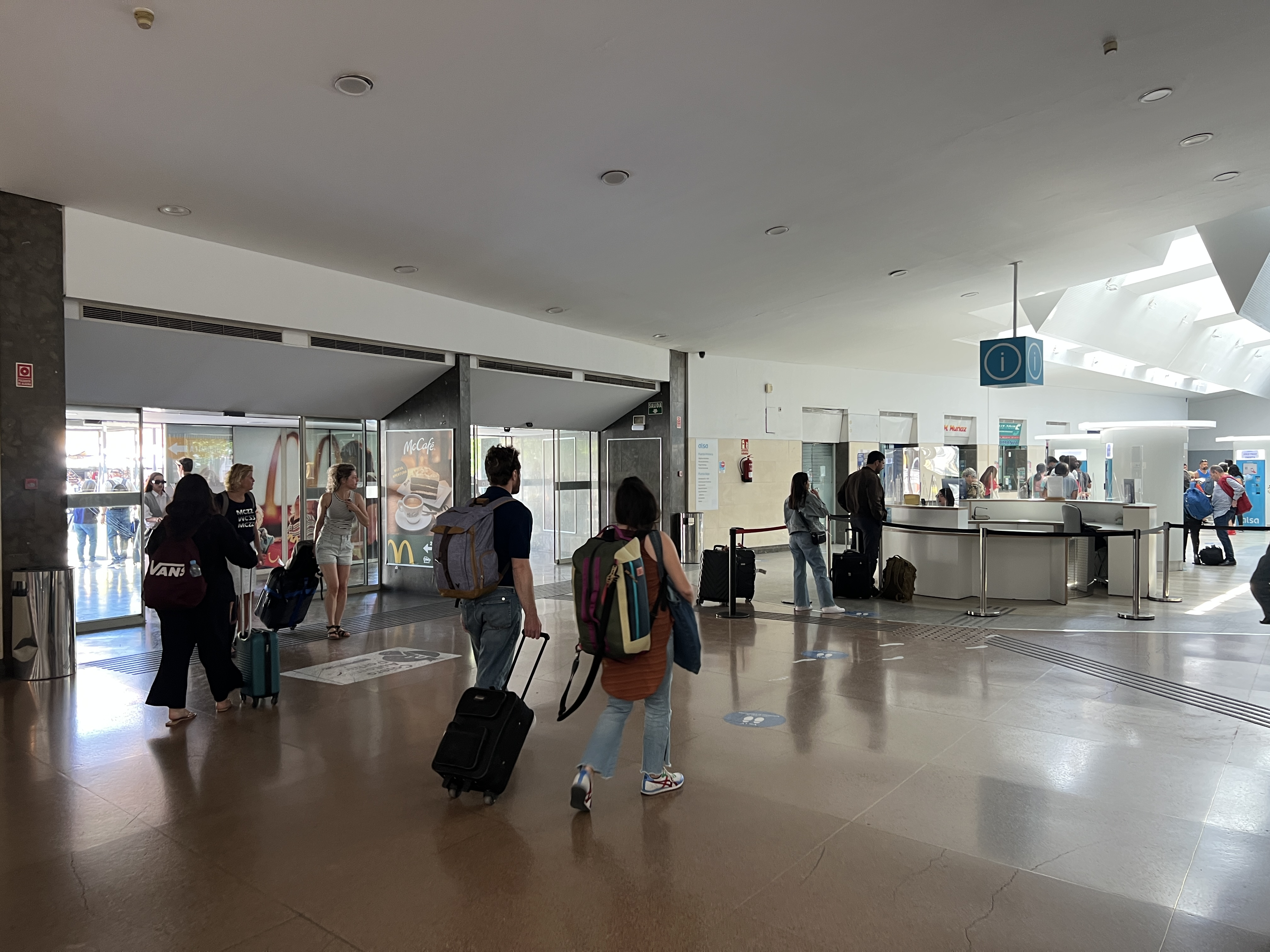
Vestíbulo superior de la estación.

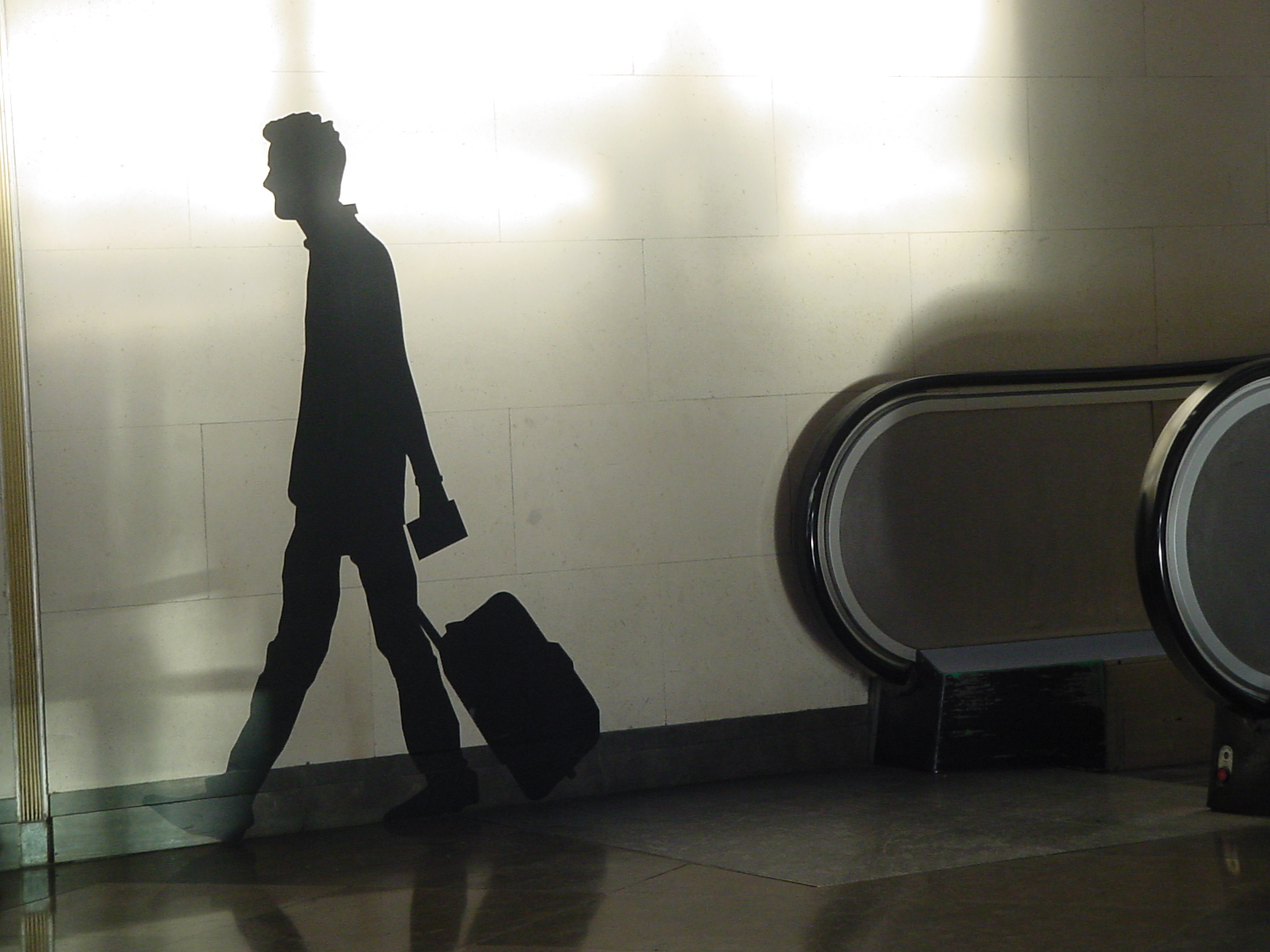
Decoración en el interior de la estación.

La estación se configura en dos niveles, el nivel superior a nivel de calle y el nivel inferior a nivel de las dársenas. En el nivel superior se encuentran 11 taquillas, máquinas expendedoras y las tiendas de la estación. En el nivel inferior están la cafetería, el restaurante y la sala de espera. Ambas zonas se cominucan mediante una rampa mecanizada. La superficie total del edificio es de 2.600 m².
Las dársenas se encuentran en zona exterior aunque bajo cubierta, con una superficie total de 6.375 m². No se puede acceder a esta zona sin pasar antes por el edificio. Todas las dársenas accesibles para viajeros se encuentran en paralelo, con la cabecera dando al edificio de la estación. Existen otras dársenas, situadas al otro lado de las accesibles, dedicadas exclusivamente al estacionamiento de autobuses. Situado tras la estación separado por una calle Existe un edificio auxiliar donde se sitúan talleres y hangares de mantenimiento.
En el exterior de la estación existe una parada de taxis y un hotel. La estación no dispone de aparcamiento subterráneo, tan sólo de una pequeña superficie exterior acondicionada con varios aparcamientos en batería.